# Montperreux
Montperreux là một xã trong vùng hành chính Franche-Comté, thuộc tỉnh Doubs, quận Pontarlier (quận), tổng Pontarlier. Tọa độ địa lý của xã là 46° 49' vĩ độ bắc, 06° 20' kinh độ đông. Montperreux nằm trên độ cao trung bình là 992 mét trên mực nước biển, có điểm thấp nhất là 848 mét và điểm cao nhất là 1112 mét. Xã có diện tích 11.61 km², dân số vào thời điểm 2005 là 741 người; mật độ dân số là 64 người/km².

## Thông tin nhân khẩu
| 1962 | 1968 | 1975 | 1982 | 1990 | 1999 |
| ---- | ---- | ---- | ---- | ---- | ---- |
| 192  | 201  | 215  | 251  | 422  | 605  |

## Địa điểm tham quan
Nhà thờ trong làng được xây vào giữa thế kỉ thứ 18. Thuộc về thắng cảnh tự nhiên là Hồ Saint-Point (Lac de Saint-Point).